# Ghent, New York
Ghent är en kommun i Columbia County i delstaten New York, USA.